# ウンベルロン
ウンベルロン (Umbellulone) は、カリフォルニアゲッケイジュ (Umbellularia californica) の葉に含まれるモノテルペンで、頭痛を引き起こすことで知られる。TRPA1を通じて三叉神経血管系に影響を与えることで頭痛が起きると考えられている。